# Odontomachus rixosus
Odontomachus rixosus es una especie de hormiga del género Odontomachus, familia Formicidae. Fue descrita científicamente por Smith en 1857.
Se distribuye por Bangladés, Borneo, Brunéi, Camboya, China, India, Indonesia, Laos, Malasia, Birmania, Filipinas, Singapur, Tailandia y Vietnam. Se ha encontrado a elevaciones de hasta 2660 metros. Habita en bosques húmedos y pantanos.